# 女岩
女岩（おんないわ、めいわ）は、富山県高岡市の雨晴海岸沖にある島。

## 概要
面積約400 m2、周囲約80 mの小さな島である。女岩と周囲の小さな岩が母親とたくさんの子供のように見えることから「女岩」と呼ばれるようになったという。雨晴海岸から立山連峰を背景に望む風景が有名。約800 m南東には男岩がある。
古い文献としては加賀藩の森田柿園が著した『越中志徴』の中に、1764年（宝暦14年）に編纂された『旧蹟調書』からの引用として「女岩、太田村領岩崎之内渋谷尻浜ヨリ十間バカリ沖ニアリ岩ノ廻リ弐十間バカリ也」と、女岩についての記述がある。このことから、1764年より前から「女岩」と呼ばれていたと考えられる。『越中志徴』には男岩についても記述がある。